# Quarta dominació xinesa del Vietnam
La quarta dominació xinesa del Vietnam és el període comprés entre 1407 i 1427, en què el país va ser governat per la dinastia xinesa dels Ming, la quarta vegada a la història que Vietnam va trobar-se sota el poder de la Xina.

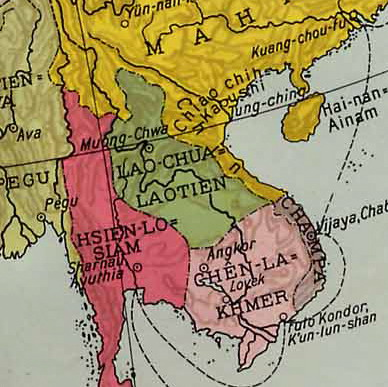
L'imperi Ming (en groc) sota l'emperador Yongle

L'any 1406 l'emperador xinès Yongle va enviar els marquesos Zhang Fu i Mu Sheng a conquerir Vietnam. El pretext era enderrocar la dinastia Hồ, que havia arribat al poder amb un cop d'estat contra els Trần. L'any següent van aconseguir capturar els Hồ i obtenir el control del país.
Hi van haver diverses revoltes contra el domini xinès. Entre elles hi va haver un intent de restaurar la dinastia Trần entre 1407 i 1409, que van resultar infructuoses.
El 1418 va començar una nova revolta liderada per Le Loi. Nascut en una família rica de terratinents, havia servit com a oficial vietnamita fins a la invasió, però va renunciar a treballar pels xinesos. Després d'una dècada aplegant seguidors a la seva causa, el seu exèrcit va derrotar els Ming el 1428. Le Loi es va coronar emperador amb el nom de Lê Thái Tổ establint una nova dinastia que regnaria fins al 1788.
Encara que la quarta dominació xinesa va ser relativament curta, va ser especialment dura. Els impostos eren molt alts, molts llibres van ser segrestats, i els artistes i artesans van ser deportats a l'aleshores capital xinesa de Nanquín.